# Isole Vergini Britanniche ai Giochi della XXVII Olimpiade
Le Isole Vergini Britanniche parteciparono ai Giochi della XXVII Olimpiade, svoltisi a Sydney, Australia, dal 15 settembre al 1º ottobre 2000, con una delegazione di 1 atleta impegnato in una disciplina.